# 革命马克思主义者同盟 (1975年)
革命马克思主义者同盟是香港的一个已不存在的托洛茨基主义组织。
该组织成立于1974年5月，由社会主义青年社的一些成员和革命国际主义同盟合并而成，当时取名为社会主义同盟。1975年3月，该组织更名为革命馬克思主義者同盟。该组织成立后，以托派立場活動，出版刊物《戰訊》。
1977年10月15日，革命马克思主义者同盟与中国革命共产党统一派（即中国革命共产党少數派）、中国国际主义工人党和复醒社合并为新的革命马克思主义者同盟。